# Løvmoen Station
Løvmoen Station (Løvmoen holdeplass) var en jernbanestation, der lå i Løvmoen i Halden kommune på Østfoldbanen i Norge.
Stationen blev åbnet som trinbræt 22. maj 1932 og blev betjent af persontog indtil 30. maj 1965. Den blev nedlagt 26. maj 1968.